# Ligne Est-Tvm
La ligne Est-Tvm est un ancien projet de ligne de bus à haut niveau de service (BHNS) devant être exploitée par la Régie autonome des transports parisiens (RATP). Presque intégralement en site propre, sa mise en service est annulée en novembre 2024.
Elle devait relier Créteil (Place de l'Abbaye) à la gare de Noisy-le-Grand-Mont d'Est et desservir vingt-cinq stations sur près de quinze kilomètres à travers le territoire des communes de Créteil, Saint-Maur-des-Fossés, Joinville-le-Pont, Champigny-sur-Marne, Bry-sur-Marne et Noisy-le-Grand.
Elle visait à faciliter les déplacements de banlieue à banlieue à l'intérieur du département du Val-de-Marne, en Île-de-France.

## Historique
Une concertation préalable a été conduite en mai et juin 2006 puis en février 2007 dans laquelle la mise en service de la ligne Est-Tvm a été annoncée pour 2011.
En 2009, la RATP annonçait la mise en service pour « fin 2014 ».
En 2012, le schéma de principe a été approuvé. Le projet se heurte à la municipalité de Saint-Maur-des-Fossés, qui ne veut pas d'un passage dans sa commune, bien que le tracé en site propre ait été abandonné dans la traversée du quartier dit du Vieux Saint-Maur.
Du 26 août au 30 septembre 2013, l'enquête publique a été organisée. Le projet a été déclaré d'utilité publique en juillet 2014. La ligne faisait partie des axes pouvant potentiellement accueillir une ligne T Zen.
En juillet 2015, le calendrier prévisionnel proposé par le STIF, est le suivant :
- Décembre 2012 : Approbation du schéma de principe par le Conseil du STIF ;
- Août-septembre 2013 : Enquête publique ;
- Juillet 2014 : Déclaration d’utilité publique ;
- 2015 : Études d’avant-projet.

Le projet est mis en côté le temps des travaux de la ligne 15 du métro de Paris dans le cadre du Grand Paris Express.
En juillet 2024, la déclaration d'utilité publique, prolongée de cinq ans en 2019, du TVM-Est a été rendue caduque par son non-renouvellement à l'issue de ses dix ans de validité.
En novembre 2024, la cour administrative d'appel de Paris entérine l'abandon du projet car « aucuns travaux ou expropriation nécessaire à la réalisation de la ligne de bus […] n'a été réalisé dans les délais de validité de l’arrêté du 21 juillet 2014 ». En décembre 2024, le maire de Champigny-sur-Marne annonce lors du conseil municipal que le TVM-Est est enterré définitivement car il n'a plus de sens avec l'arrivée de la ligne 15.

## Tracé et stations

### Tracé
Longue de 15 km, la ligne Est-Tvm devait relier Créteil (Place de l'Abbaye) à la gare de Noisy-le-Grand-Mont d'Est sur la ligne A du RER, branche de Marne-la-Vallée - Chessy, en passant par la station Créteil - Université ainsi que par les gares de Saint-Maur - Créteil (terminus actuel du Tvm) et des Boullereaux-Champigny sur la ligne E du RER,.
Elle devait également en correspondance avec la ligne du Trans-Val-de-Marne (Tvm) aux stations Créteil - Université, Église de Créteil, Hôpital Intercommunal, Pont de Créteil et Saint-Maur - Créteil RER. Le temps de parcours devait être de 50 minutes.
À l'horizon 2026, la ligne devait être mise en correspondance avec la ligne 15 en gare de Saint-Maur - Créteil.

### Liste des stations
La ligne Est-Tvm devait desservir les vingt-cinq stations énumérées ci-après,.
|   |   |   |   |   | Station                            | Zone | Commune                                | Correspondances                    |
| - | - | - | - | - | ---------------------------------- | ---- | -------------------------------------- | ---------------------------------- |
|   |   | ■ |   |   | Créteil-Place de l'Abbaye          |      | Créteil                                |                                    |
|   |   | • |   |   | Hôtel de Ville de Créteil          |      | Créteil                                |                                    |
|   |   | • |   |   | Créteil-Préfecture du Val-de-Marne |      | Créteil                                | (Créteil - Préfecture, à distance) |
|   |   | • |   |   | Créteil - Université               |      | Créteil                                | Tvm                                |
|   |   | • |   |   | Église de Créteil                  |      | Créteil                                | Tvm                                |
|   |   | • |   |   | Hôpital Intercommunal              |      | Créteil                                | Tvm                                |
|   |   | • |   |   | Pont de Créteil                    |      | Saint-Maur-des-Fossés                  | Tvm                                |
|   |   | • |   |   | Saint-Maur - Créteil RER           |      | Saint-Maur-des-Fossés                  | Tvm En construction : (en 2025)    |
|   |   | • |   |   | Croix-Souris                       |      | Saint-Maur-des-Fossés                  |                                    |
|   | • |   |   | ↾ | Libération - Rabelais              |      | Saint-Maur-des-Fossés                  |                                    |
|   |   | • |   |   | Marinville                         |      | Saint-Maur-des-Fossés                  |                                    |
|   |   | • |   |   | Libération - Condé                 |      | Saint-Maur-des-Fossés                  |                                    |
|   |   | • |   |   | Charles Floquet-Diderot            |      | Joinville-le-Pont, Champigny-sur-Marne |                                    |
|   |   | • |   |   | Fourchette de Champigny            |      | Champigny-sur-Marne                    |                                    |
|   |   | • |   |   | Les Marronniers                    |      | Champigny-sur-Marne                    |                                    |
|   |   | • |   |   | Général de Gaulle - Stalingrad     |      | Champigny-sur-Marne                    |                                    |
|   |   | • |   |   | Fourchette de Bry                  |      | Champigny-sur-Marne                    | (à Les Boullereaux-Champigny)      |
|   |   | • |   |   | Le Marais                          |      | Champigny-sur-Marne                    |                                    |
|   |   | • |   |   | Georges Méliès - Les Hauts de Bry  |      | Bry-sur-Marne, Champigny-sur-Marne     |                                    |
|   |   | • |   |   | INA - SFP                          |      | Bry-sur-Marne                          |                                    |
|   |   | • |   |   | Hôpital privé de Marne-la-Vallée   |      | Noisy-le-Grand                         |                                    |
|   | • |   |   | ↾ | Noisy-Le Théâtre                   |      | Noisy-le-Grand                         |                                    |
| ⇃ |   |   | • |   | Noisy-Rue du Centre                |      | Noisy-le-Grand                         |                                    |
|   | • |   |   | ↾ | Noisy-Gallilée                     |      | Noisy-le-Grand                         |                                    |
|   |   | ■ |   |   | Noisy-le-Grand-Mont d'Est RER      |      | Noisy-le-Grand                         | (RER) · (A)                        |

(Les stations en gras servent de départ ou de terminus à certaines missions ; les noms ne sont pas définitifs)